# 佐藤一司
佐藤 一司（さとう かずし、1975年2月4日 - ）は、アール・エフ・ラジオ日本の元アナウンサー。神奈川県横浜市出身。既婚。

## 経歴
1998年（平成10年）、アール・エフ・ラジオ日本にアナウンサーとして入社。同期のアナウンサーには細渕武揚がいる。入社直後から野球・マラソン・競馬・競輪とスポーツ中継の司会や実況を中心に担当。競輪では親会社である日本テレビの競輪中継を実況することもあった。
また、バラエティ・情報系の番組も担当。『オトナの情報マガジン』ではくず哲也とともに鉄道趣味のコーナーを盛り上げた。嗜好的には自称・音鉄（モーター音や機器音を楽しむ嗜好）である。
2010年7月4日、競輪第19回寛仁親王牌決勝実況をもってアナウンサー職から離れる。
2011年3月11日に東北地方太平洋沖地震特別番組にて地震発生時、移動中だった様子を記者として報告出演。以後もときおり『斉藤雪乃のイチバンセン!』など、番組にゲスト出演する。

## おもな担当番組
◎･･･ラジオ日本、岐阜放送、ラジオ関西の3局ネット。
○･･･ラジオ日本、岐阜放送の2局ネット。
- ◎ラジオ日本ジャイアンツナイターレポート、ナイターナビゲーター（シーズン期間中のみ）
- ◎応援ラジオ・どんまい!（シーズン期間中ナイターを放送しない火曜日から金曜日 17:55 - 21:00）
- ○オトナの情報マガジン（シーズン期間外火曜日　18:30 - 21:00）
- 田村ジャーナルアシスタント（日曜6:50 - 7:00）
- ラジオ日本 土曜・日曜競馬実況中継（土曜・日曜9:30 - 16:30）
- 鉄道くらぶ（土曜日　21:30 - 21:55）開始から2010年7月3日まで。
- 北斗晶の戦う力こぶ〜鬼嫁相談室〜（火曜21:00 - 21:30） 普段は基本的にスーツ姿だが、この番組内では私服のうえ、メガネまでかけていた。
- オトナのスポーツマガジン（2009年ナイターを放送しないとき 18:00 - 21:00）

## 特番の担当
- 箱根駅伝中継（毎年1月）
- 特別競輪中継（不定期）